# Храми Кропивницького

## Християнство

### Православ'я
- Кафедральний собор Різдва Богородиці (УПЦ МП) — вул. Велика Перспективна, буд. 74;
- Спасо-Преображенський собор (УПЦ МП) — вул. Преображенська, буд. 22;
- Церква Покрови Пресвятої Богородиці (ПЦУ)[1] — вул. Юрія Олефіренка;
- Церква Петра і Павла на Лелеківському кладовищі (УПЦ МП);
- Храм Святителя Миколи Мірлікійського Чудотворця (УПЦ МП) — вул. Металургів, буд. 21;
- Церква Святого Володимира (ПЦУ) — вул. Арсенія Тарковського, буд. 73/5;

### Католицизм
- Костел Святого Духа (Римо-Католицька Церква) — вул. Дворцова, буд. 50/46;
- Церква Різдва Святого Івана Хрестителя (Українська греко-католицька церква) — вул. Героїв України, 32-Г;

### Протестантизм
- Церква ЕХБ «Христа Спасителя» (Баптизм) — вул. Тернопільська, 26/21;
- Церква адвентистів сьомого дня — вул. Святослава Хороброго, 15-А;

## Юдаїзм
- Велика хоральна синагога (юдаїзм) — вул. Віктора Чміленка, буд. 90/40;

## Іслам
- Мечеть «Ковсар» (ДУМУ) — вул. Андріївська, 1-А;